# Clorur de bari
El clorur de bari és una sal fromada per anions clorur i cations bari. És una de les sals solubles de bari més importants. Com la majoria de les sals de bari, és tòxica. És higroscòpica. Té com a fórmula: BaCl2

## Preparació
Tot i que és econòmicament assequible, el clorur de bari es pot preparar a partir d'hidròxid de bari o carbonat de bari, aquest últim present en la naturalesa en forma de whiterita. Aquestes sals bàsiques reaccionen amb l'àcid clorhídric.
Ba(OH)₂ + 2 HCl → BaCl₂ + 2 H₂O
BaCO₃ + 2 HCl → BaCl₂ + CO₂ + H₂O
A escala industrial es prepara a través d'un procés de dos passos a partir de la barita (sulfat de bari).
BaSO₄ + 4 C → BaS + 4 CO
BaS + CaCl₂ → BaCl₂ + CaS